# Boris Kustodijev

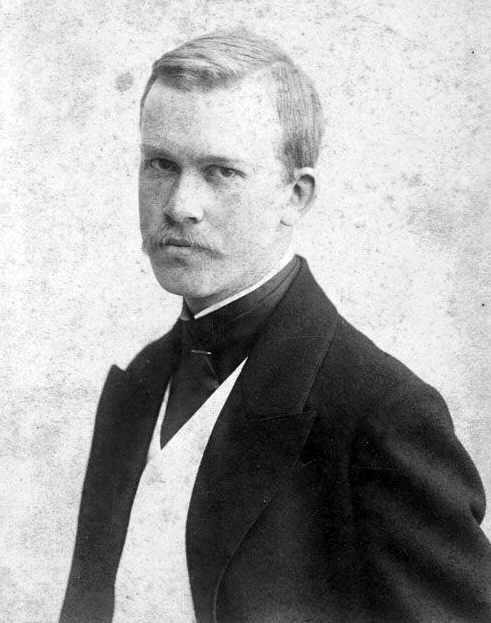
Boris Kustodijev, år 1900.

Boris Michajlovitj Kustodijev (ryska: Борис Михайлович Кустодиев), född 7 mars (23 februari enligt g.s.) 1878 i Astrachan, död 28 maj 1927 i Leningrad, var en rysk, senare sovjetisk, konstnär. Han var främst verksam som målare, grafiker och teaterdekoratör och tillhörde gruppen Mir Iskusstva (Konstens Värld) i Sankt Petersburg. Han var även verksam som skulptör och bokillustratör. Han var medlem i AChRR, Det revolutionära Rysslands konstnärsförbund.
I Kustodijevs stora produktion återfinns färgstarka skildringar av traditionellt ryskt liv, präglade av dekorativ stilisering och ironi. 

## Biografi
Kustodijev studerade först måleri i födelsestaden Astrachan för Pavel Vlasov och vann 1896 inträdde vid Konstakademin, där han var elev till Ilja Repin. Repin och Kustodijev inledde senare ett samarbete, och Kustodijev stannade i Sankt Petersburg till 1903. År 1904 besökte han Paris och Spanien.
Från 1916 och fram till sin död var Kustodijev obotligt sjuk, något som dock inte hindrade hans konstnärliga produktion.